# 마리아 오히살로

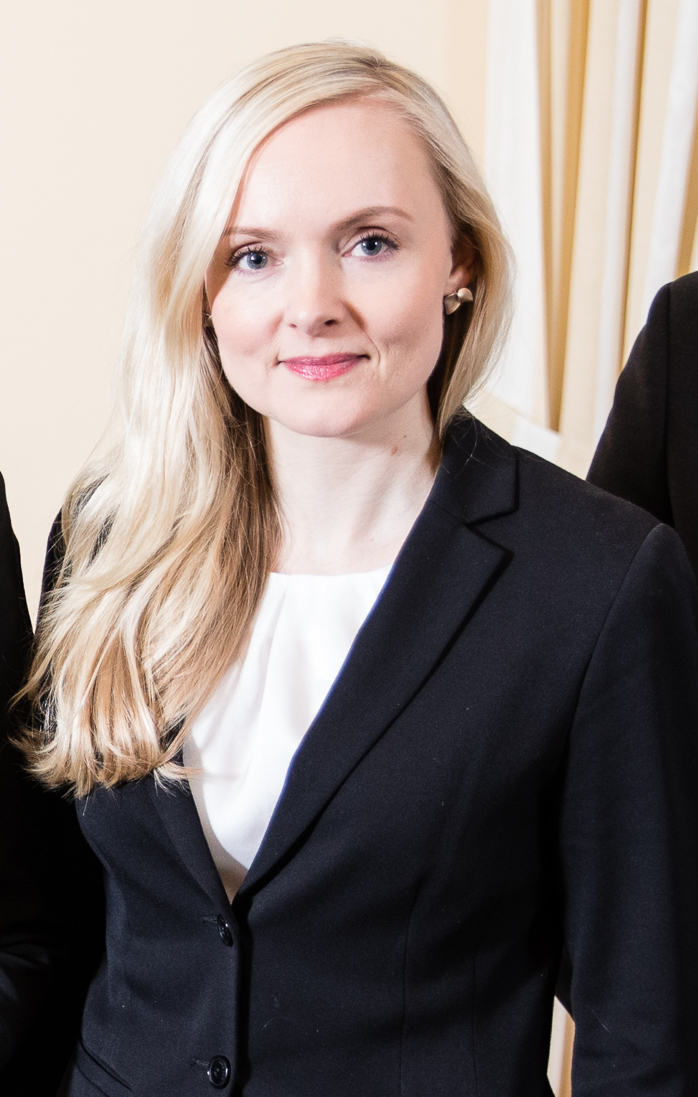

마리아 카롤리나 오히살로(핀란드어: Maria Karoliina Ohisalo, 1985년 3월 8일 ~ )는 핀란드의 정치인이다. 녹색동맹 소속으로 2019년부터 녹색동맹의 대표를 맡고 있다. 2019년 총선에서 11,797표를 얻어 당선되었으며, 안티 린네 내각에서 내무장관으로 등용된 뒤 산나 마린 내각에서도 유임되었다.
그는 2018년 9월 토우코 알토 대표의 사임 이후 잠시 대표직을 대행한 바 있다. 2019년 6월 녹색동맹 전당대회에 단독후보로 출마해 새 대표로 선출되었다. 2013년부터 2014년까지 녹색청년학생연합의 공동대표를 지냈으며, 2017년부터 헬싱키 시의원을, 2019년부터 국회의원직을 지내고 있는 중이다.